# Richard Press
Richard Press (* in New York City) ist ein US-amerikanischer Dokumentarfilmer, Filmregisseur und Drehbuchautor.

## Leben
Richard Press studierte Fotografie und Grafikdesign an der Universität Berkeley und arbeitete zunächst als Fotograf.
1995 produzierte und drehte er seinen ersten Kurzfilm Rambles und danach zwei weitere Kurzfilme, die auf verschiedenen Filmfestivals gezeigt wurden. Der Kurzfilm 2+3 hatte auf dem New York Film Festival Premiere und erhielt auf der Berlinale 2000 den Jury-Preis.
Sein erster Spielfilm Virtual Love, der im Sundance Filmmakers Lab entstand, erhielt 2005 auf dem Sundance Film Festival den Sundance/NHK award. In dem Film geht es um die Freundschaft des US-amerikanischen Autors Paul Montel mit einem 15-jährigen Jungen.
2010 drehte er unter geringem technischen Aufwand und mit kleinem Budget den Film Bill Cunningham New York über den damals 81-jährigen New Yorker Fotografen Bill Cunningham. An der Kamera unterstützt wurde er von Tony Cenicola, einem Fotografen der New York Times. Der Film wurde auf zahlreichen Filmfestivals vorgestellt, darunter 2012 auf dem Filmfest Hamburg. Der Filmkritiker des New Yorker bezeichnete den Film als „meisterhafte Dokumentation über urbanes Leben und Kreativität“.

## Auszeichnungen
Der Film Bill Cunningham New York (2010) wurde mit dem Chlotrudis Award ausgezeichnet, erhielt eine Nominierung für den Directors Guild of America Award für die beste Regie in einer Dokumentation sowie 12 weitere Nominierungen.

## Filmografie
- 1995: Rambles, Kurzfilm; Drehbuch, Regie, Produktion
- 1995: Expecting, Kurzfilm; Regie
- 2000: 2+3, Kurzfilm; Regie
- 2005: Virtual Love; Regie[5]
- 2010: Bill Cunningham New York (Dokumentarfilm; Kamera, Regie)
- 2017: Abstrakt: Design als Kunst (Abstract: The Art of Design, TV-Serie, Regie, Episoden Paul Scher. Graphic Design und Platon. Photography)